# Вавилон-5: Дорога додому
«Вавилон 5: Дорога додому» — американський анімаційний фільм 2023 року, створений компанією Warner Bros. Animation, анімований Studio Mir і розповсюджений компанією Warner Bros. Discovery Home Entertainment. Сценарій фільму створив автор оригінальної франшизи «Вавилон 5» Дж. Майкл Стражинськи, режисером фільму виступив Метт Пітерс. Фільм вийшов на екрани 14 серпня 2023 року.
Є сьомим повнометражним фільмом у франшизі, першим анімаційним фільмом з використанням анімації CGI та другим, що випущений одразу на відео (першим був міні-серіал Вавилон-5: Втрачені оповіді, випущений у форматі 4K UHD).

## Сюжет
Після закінчення Війни Тіней, але до подій «Вавилон 5: Загублені оповідання» президент Міжзоряного альянсу Джон Шерідан і Деленн залишають Вавилон-5, щоб далі розвивати Міжзоряний Альянс і вирушають до Мінбара. На Мінбарі Шеридан бере у часть у відкритті передового об'єкту енергетичної інфраструктури, однак несподівано йому стає зле, як виявилося пізніше — через використання тахіонів у технологічному процесі. Внаслідок цього, він починає подорожувати у часі проти своєї волі (як і у епізоді другого сезону «Війна без кінця»).
Перший стрибок переносить Шеридана у майбутнє, де зустрічає старішого доктора Стівена Франкліна (який змушений збрехати Шеридану, що той перемістився на 18 років, а не на 23 роки, оскільки Джон помер три роки тому, а Стівен не має духу сказати йому про це). Проведене Франкліном обстеження Шеридана показує, що той не відповідає фазі часу і може опинитися в альтернативній реальності, і пропонує план — знайти Затраса та отримати стабілізатор часу. Однак перш ніж вдається щось зробити, Джон переноситься у часі.
Стрибок переносить Шеридана на Землю в рік, коли він очолив станцію Вавилон-5, на ферму батьків. Після короткої розмови з батьком, він знову стрибає — цього разу у 2256 рік, рік злощасної дослідницької експедиції «Ікара» на планету Тіней Заґадум. Він намагається попередити експедицію, але надто пізно — учасники експедиції пробуджують Тіней, і ті атакують експедицію. Шеридан в цей момент знову стрибає.
Потрапивши в альтернативну лінію часу, Шеридан опиняється на «Вавилоні-5», яким він ніколи не командував, і який захоплюють Тіні. Джон зустрічає командора Джеффрі Сінклера, намагаючись пояснити, що з ним відбувається. Оскільки станцію майже втрачено, Сінклер залучає Шеридана до останньої битви із Тінями. Єдиний спосіб врятувати тих, хто евакуюється з Вавилону-5 — підірвати реактор станції, тим самим знищивши флот Тіней навколо. Шеридан починає процес самознищення, коли несподівано з'являються Літа Александер та Ґ'Кар, які завершують процес, оскільки Джон знову переміщується.
Наступний стрибок переносить його у «правильну» часову лінію, у каюту капітана Елізабет Локлі на Вавилоні-5. Джон переконує Елізабет доправити його на Епсилон-3, щоб зустрітися із Затрасом і отримати часовий стабілізатор. Затрас повідомляє, що постійні переміщення Джона в часі та просторі можуть призвести до колапсу через вплив спостерігача на спостережуване: всі часові лінії зіллються і зрештою зникнуть. Перш ніж Затрас встигає стабілізувати Шеридана, той знову стрибає.
Наступний стрибок переносить його на Землю, в реальність, де Тіні перемогли. Джон бачить Сьюзен Іванову та Лондо Молларі, які змирилися і чекають, коли ворлонці зіштовхнуть Місяць на Землю, щоб знищити її, перш ніж планета дістанеться Тіням. Коли Місяць починає падіння, Джон стрибає ще раз і опиняється на межі простору, часу та реальності, яка називається Край. Де зустрічає сутність, яка набуває подоби Ґ'Кара та пояснює загрозу, що Джон несе реальності. Джон задається питанням — навіщо він взагалі існує, якщо він такий небезпечний, однак сутність пояснює, що знищення Джона може перервати «великий експеримент свідомості», і повідомляє: можливість порятунку заснована на любові, велич якої не так просто знищити. Джон знову переміщується, перш ніж встигає поставити сутності нові питання.
Він опиняється в реальності, де ніколи не було експедиції «Ікара», і він сам, але молодший, командує Вавилоном-5. Шеридан намагається пояснити своєму «я» у цій реальності, що з ним сталося, але той ставиться з недовірою, до моменту, поки Літа Александер не сканує його мозок і підтверджує його історію. В цей час з Епсилону-3 прибуває Затрас, але Джон знову починає стрибок. Затрас нагадує йому, що він може вплинути на те, куди саме він стрибає, в залежності від своїх почуттів, і Джон думає про Деленн. Відкривається портал, і Шеридан розуміє, що Деленн весь час слідувала за ним, намагаючись врятувати. Джон бере її за руку і повертається додому.

## Ролі озвучення
- Брюс Бокслейтнер — Джон Шерідан[en]
- Клаудія Крістіан — Сьюзан Іванова[en]
- Пітер Юрасік — Лондо Молларі[en]
- Білл Мумі[en] в ролі Леньє
- Трейсі Скоггінс у ролі Елізабет Локлі
- Патриція Толман — у ролі Літи Александер

Додатково у створенні фільму узяли участь:
- Пол Гайє у ролях Затраса[en] та Джефрі Сінклера[en]
- Ентоні Гансен у ролі Майкла Гарібальді[en]
- Мара Джуно — репортерка та голос комп'ютера
- Філ ЛаМарр — доктор Стівен Франклін[en]
- Пйотр Майкл — Девід Шерідан, Трудан і Маркус Коул
- Ендрю Моргадо в ролі Ґ'Кара та пілота винищувача Star Fury
- Ребекка Ріді в ролі Деленн та молодого Джона Шерідана[8]

## Історія створення
У квітні 2023 року творець оригінального серіалу, Майкл Стражинськи оприлюднив у соціальних мережах повідомлення «надходять чудові новини», і це не було пов'язано із перезавантаженням серіалу від CW та показом нового логотипу Вавилону 5. Фільм був офіційно анонсований у травні 2023 року, і наступного тижня почали з’являтися новини. Стражинськи зазначив, що фільм «вже закінчений і готовий, і він найбільш схожий на Вавилон-5 з усього, що ми робили після оригінального серіалу» Назва фільму, перше зображення, актори озвучення, продюсери та режисер були оголошені 10 травня 2023 року. Метт Пітерс, який раніше працював над фільмом «Бетмен і Супермен: Битва суперсинів» для Warner Bros. Animation і Warner Bros. Home Entertainment, став режисером фільму, а Сем Регістр — продюсером.
12 травня 2023 року Стражинськи повідомив, що дата виходу, короткий опис сюжету, а також трейлер та інформація про можливості перегляду фільму будуть оголошені в середині червня . 10 червня Стражинськи поділився кількома кадрами фільму з першого показу , а вже 15 червня була оголошена дата виходу фільму та оприлюднено трейлер.
За винятком Джейсона Картера Джейсона Картера, який зіграв у серіалі  Маркуса Коула, усі актори, що ще залишилися в живих, повернулися, щоб озвучити своїх персонажів. В кінці титрів є присвята постійним та  запрошеним акторам, які померли після закінчення серіалу в 1998 році, зі словами To Absent Friends In Memory, Still Bright.

## Випуск
Warner Home Video випустила фільм на домашніх носіях у форматах Blu-ray, 4K і відео на замовлення 14 серпня у Великий Британії та 15 серпня 2023 року у США.

## Сприйняття
На Rotten Tomatoes фільм отримав оцінку 83% на основі оглядів 6 критиків. Тара Беннетт з IGN Movies оцінила його на 7 із 10: «Сценарій Дж. Майкла Стражинськи показує почуття та емоції, що, ймовірно, припаде до душі  глядачам, які ностальгують, однак буде трохи нудотним для тих, хто не доклався до перегляду оригінального серіалу». 
Роб Оуен з Pittsburgh Tribune-Review зазначив: «Кажуть, що  „Дорога додому“ — це стандартна науково-фантастична картинка ні про що, сповнена гуманізму».